# Yagbe'u Seyon
El emperador Yagbe'u Seyon (amárico: ይግባ ጽዮን ), también conocido como Yagbea-Sion (nombre del trono de Salomón), fue emperador (nəgusä nägäst) (18 de junio de 1285 - 1294) del Imperio etíope y miembro de la dinastía salomónica. Sucedió a su padre, Yekuno Amlak.

## Reinado
Yagbe'u Seyon sirvió como cogobernante con su padre Yekuno Amlak en los últimos años de su reinado, lo que facilitó su sucesión. Un Memorándum en los Cuatro Evangelios de Iyasus Mo'a señala que se dio un regalo de vestimentas y utensilios al Monasterio Istifanos en el lago Hayq en nombre de ambos, Yekuno Amlak y su hijo Yagbe'u Seyon. Buscó mejorar las relaciones de su reino con sus vecinos musulmanes; sin embargo, al igual que su padre, no tuvo éxito en convencer a los poderes en Egipto de ordenar una abuna u obispo metropolitano para la Iglesia Ortodoxa Etíope. Una carta suya al Sultán de Egipto, fechada Ramadhan AH 689 (hacia el final de AD 1289) mencionada en Mémoires géographiques et historiques sur l'Égypte ... sur quelques contrées voisines (París, 1811) de Étienne Marc Quatremère, señala que protestó por el trato que el sultán daba a sus súbditos cristianos, afirmando que era un protector de sus propios súbditos musulmanes.
Marco Polo menciona que uno de los príncipes de Etiopía planeó en 1288 hacer una peregrinación a Jerusalén, siguiendo la práctica de varios de sus súbditos; fue disuadido de este proyecto, pero envió a su obispo en su lugar. A su regreso, este obispo fue detenido por el Sultán de Aden, que intentó convertirlo al islam; al no lograrlo, el sultán circuncidó al obispo antes de liberarlo. El príncipe marchó entonces sobre Adén, y a pesar del apoyo de otros dos aliados musulmanes, el sultán fue derrotado y su capital capturada. Varios historiadores, incluyendo Trimingham y Pankhurst, identifican al príncipe como Yagbe'u Seyon, corrigen la referencia de Polo a Adal, no el puerto árabe, y nombran a Zeila como la capital del sultán.
Otro incidente durante su reinado fue la revuelta de Yi'qebene, quien intentó tomar el trono imperial de Yagbe'u Seyon. Dicha amenaza está registrad en las propias palabras de Yagbe'u en una nota que escribió en los Cuatro Evangelios de Iyasus Mo'a:
Yo, Yagba-Siyon, cuyo nombre real es Salomón, adorné este libro de los Cuatro Evangelios y se lo di (a la iglesia de San) Esteban. Después de eso, vino Yi' qäbänä y quiso quitarme el trono; pero lo derroté y lo destruí con el poder de Cristo, mi Dios.
Los historiadores están divididos sobre la situación que sus sucesores enfrentaron después de la muerte de Yagbe'u Seyon. Paul B. Henze repite la tradición de que Yagbe'u Seyon no pudo decidir cuál de sus hijos debería heredar su reino, y ordenó que cada uno gobernara a su vez durante un año. Taddesse Tamrat, por otro lado, registra que su reinado fue seguido por confusión dinástica, durante la cual cada uno de sus hijos ocupó el trono.